# Cracks
Pour les articles homonymes, voir Crack.
Ne doit pas être confondu avec Les Cracks.
Pour plus de détails, voir Fiche technique et Distribution.
Cracks est un film britanno-franco-irlandais réalisé par Jordan Scott, sorti en 2009. Il s'agit d'une adaptation du roman du même nom de Sheila Kohler (en), paru en 1999.

## Synopsis
Durant les années 30, Miss G est professeur de natation libre et moderne dans un pensionnat d'élite pour jeunes filles. Elle y est vénérée par les jeunes recrues de son équipe de plongée, en particulier Di, la capitaine désireuse d'explorer le vaste monde comme sa professeure. Toutefois, l'arrivée de Fiamma, une nouvelle élève venue d'Espagne, bouleverse l’équilibre du groupe.

## Fiche technique
- Titre original : Cracks
- Réalisation : Jordan Scott
- Scénario : Jordan Scott, Ben Court et Caroline Ip d'après le roman éponyme de Sheila Kohler (en)
- Photographie : John Mathieson
- Durée : 104 minutes
- Pays : 
  -  Royaume-Uni
  -  Irlande
  -  France

- Genre : Drame, thriller
- Date de sortie :
  - France : 30 décembre 2009
- Classification :
  -  France : tous publics[3]

## Distribution
- Eva Green (VF : elle-même) : Miss G
- Juno Temple (VF : Caroline Pascal) : Di
- María Valverde (VF : Daniela Labbé-Cabrera) : Fiamma
- Imogen Poots (VF : Karine Foviau) : Poppy
- Ellie Nunn : Lily
- Adele McCann : Laurel
- Zoe Carroll : Rosie
- Clemmie Dugdale : Fuzzy
- Sinéad Cusack : Miss Nieven
- Helen Norton : Matron
- Deirdre Donnelly : Miss Lacey
- Barbara Adair (VF : Frédérique Cantrel) : Miss Cairns
- Alistair Rumble : le capitaine du ferry
- Kitty McLaughlin-Dunning : Small Dreg
- Jonathan White : le commerçant

Version française 
- - Studio de doublage : Dubbing Brothers
  - Direction artistique : Béatrice Delfe
  - Adaptation :